# دیناره گیماتووا
دیناره گیماتووا (به ترکی آذربایجانی: Dinarə Gimatova) ژیمناست زادهٔ ۱۸ نوامبر ۱۹۸۶ میلادی اهل کشور جمهوری آذربایجان است.